# Еоніум канарський
Ео́ніум кана́рський (Aeonium canariense) — багаторічна рослина родини товстолистих. Ендемік Канарських островів. Сукулент, відомий як декоративна, зокрема кімнатна, культура.

## Назва
Українська назва свідчить про походження цієї рослини. В англомовній літературі часто можна зустріти народні назви:
- giant velvet rose («велетенська оксамитова троянда») — вказує на характерний зовнішній вигляд м'якоопушених розеток, схожих на розкриті зелені троянди;
- hen and chicks aeonium («еоніум курка і курчата») — вказує на тип поновлення вегетативних частин рослини, коли нові розетки утворюються навколо старої відмираючої.

## Опис
Вічнозелена рослина 60-90 см заввишки. Стебло пряме, вкорочене, особливо у молодих рослин, з віком дерев'яніє у нижній частині, проте, в переважній більшості випадків, залишається відносно малопомітним порівняно з іншими видами цього роду. Листки зібрані в розетку завширшки 10-60 см, яка спочатку розташовується над поверхнею ґрунту, а з віком дещо підноситься над ним. У розетці зовнішні листки обернено-яйцеподібні, клиноподібно звужені біля основи, горизонтальні, у напрямку до центру вони поступово зменшуються, стають широколанцетними і майже вертикальними. Край листків гладкий, іноді хвилястий, кінчик заокруглений, по центру загострений в маленький шип. Поверхня листків вкрита густими (5-15 штук на 1 мм²) волосками завдовжки 0,7-1,4 мм. Завдяки їм листки набувають світло-зеленого зі сріблястим відтінком кольору, зрідка вони можуть бути жовтуватими. Взимку краї листків більш-менш помітно червоніють.
Суцвіття заввишки 30-80 см, завширшки 20-30 см. Квітки двостатеві, актиноморфні, восьмичленні. Чашолистки залозисто-опушені, завдовжки до 3 мм. Пелюстки еліптичні, білувато-зелені або жовтуваті, завдовжки 7-9 мм, завширшки 1,5-2 мм. Тичинки голі.

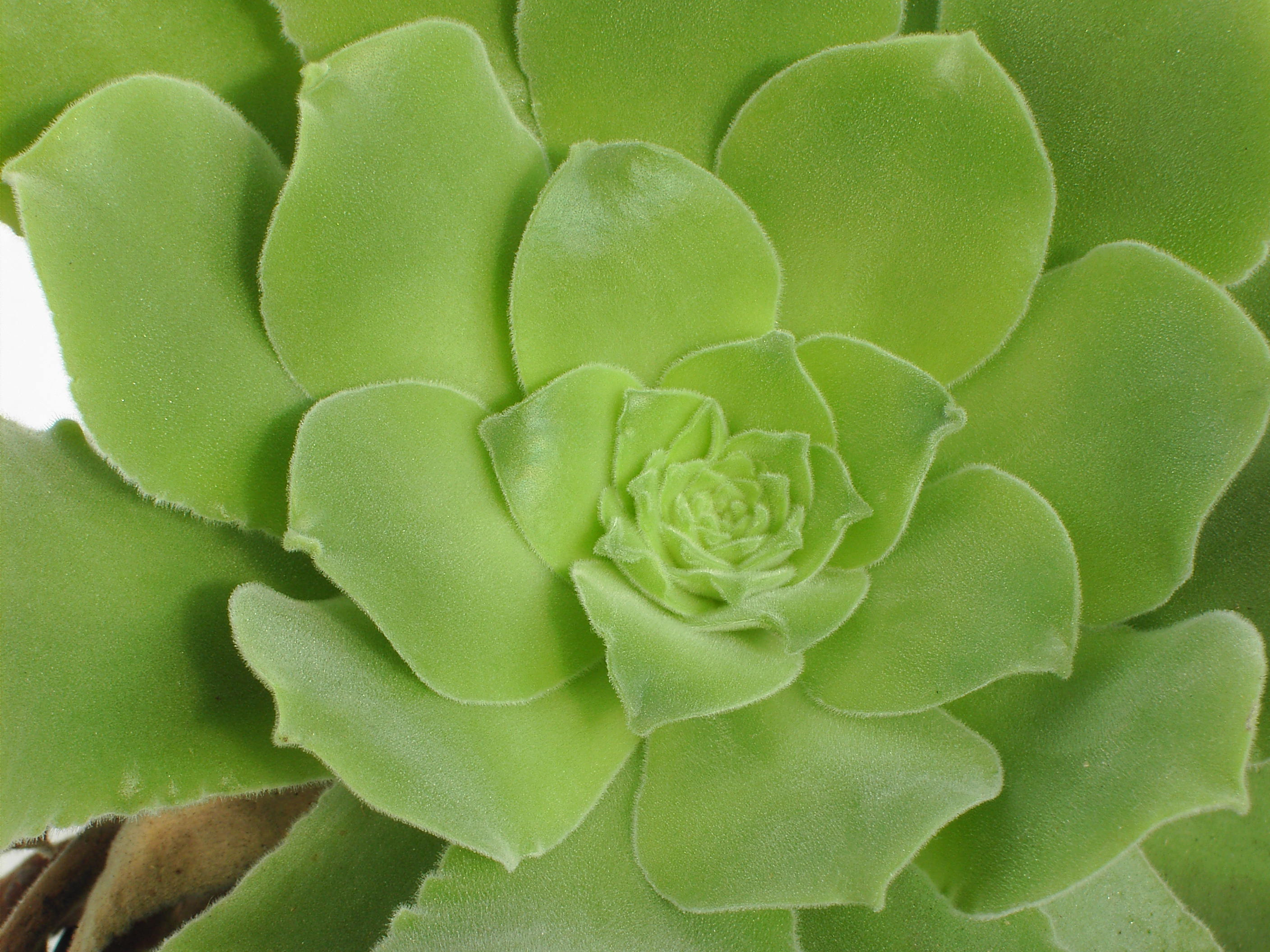
Листкова розетка великим планом
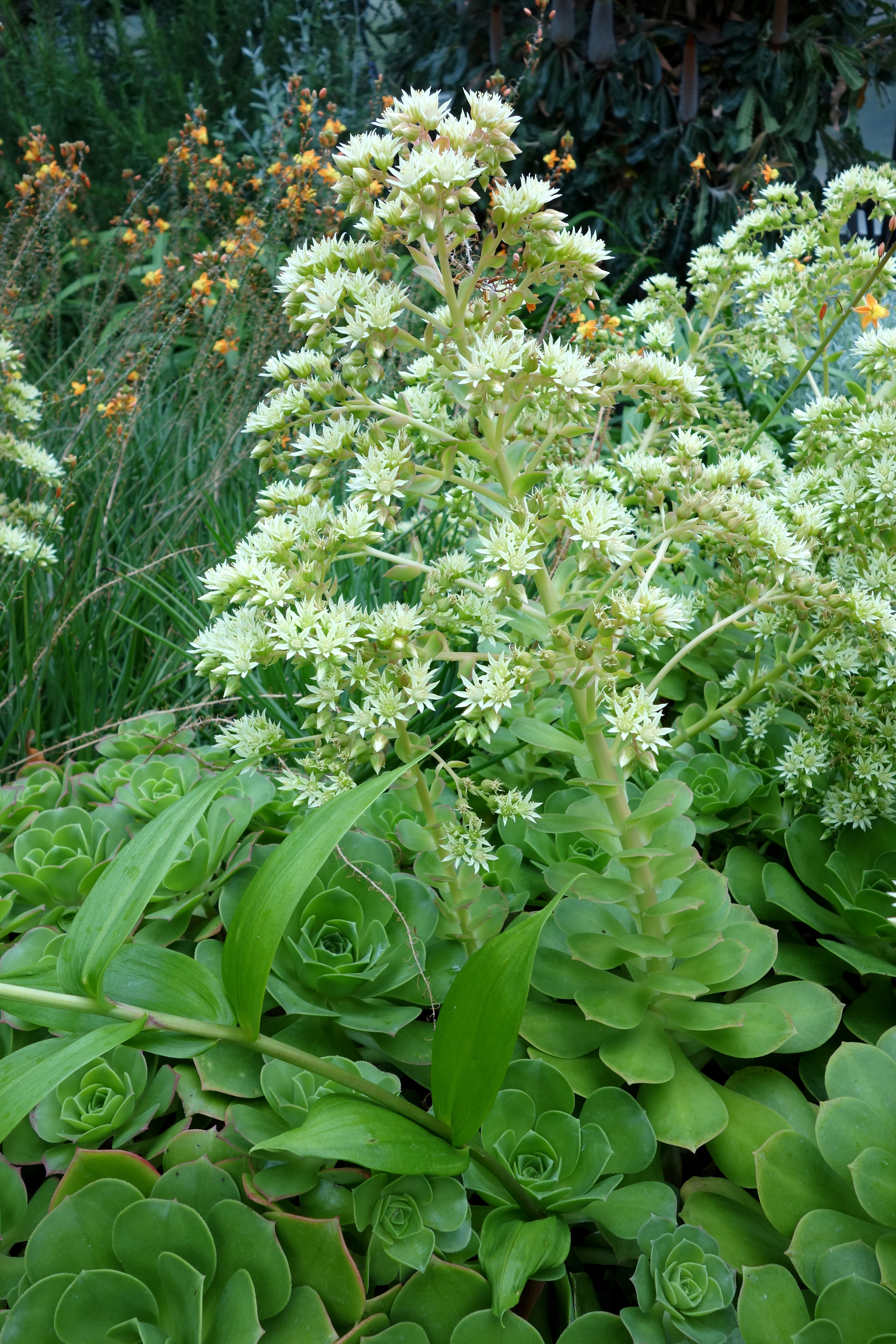
Суцвіття
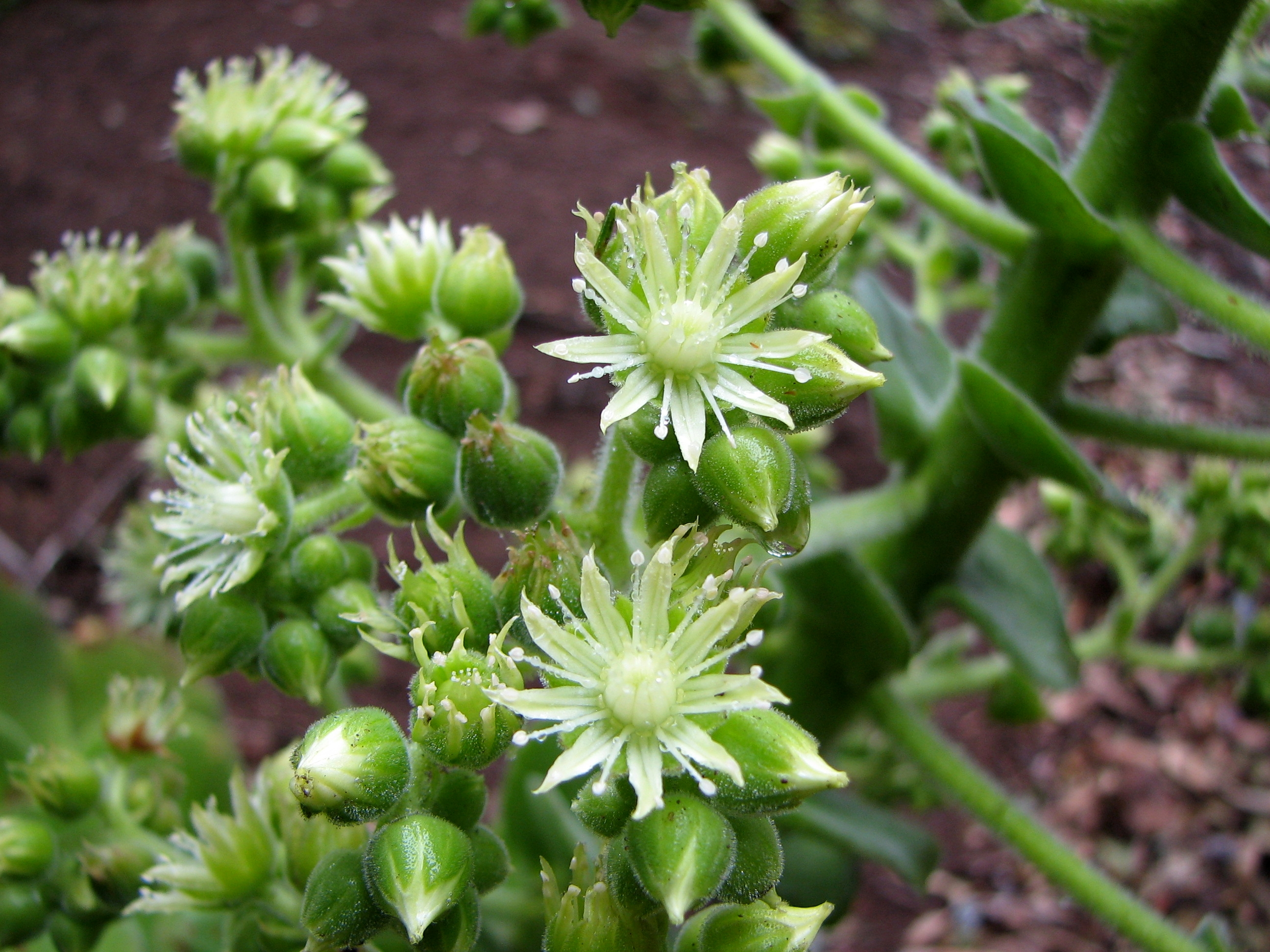
Квіти великим планом

## Екологія та поширення
Квітне у лютому-березні. Квіти запилюються метеликами. Після цвітіння старі листки відмирають, їх замінюють молоді розетки. Розмножується насінням і вегетативно (живцюванням).
Батьківщиною виду є Канарські острови Тенерифе, Ієрро, Ла-Пальма, Гран-Канарія та Гомера, де він зростає на висотах 300—900 м над рівнем моря. Рослина посухостійка, світло- й теплолюбна, витримує пониження температури до 0-4,5 °C. При вирощуванні в спекотному кліматі добре переносить напівзатінок. Віддає перевагу добре дренованим ґрунтам, у природі зростає на лавово-щебенистих. Звичайними біотопами еоніуму канарського є скелі, але інколи він трапляється у заростях поміж мохом і папоротями.

## Застосування

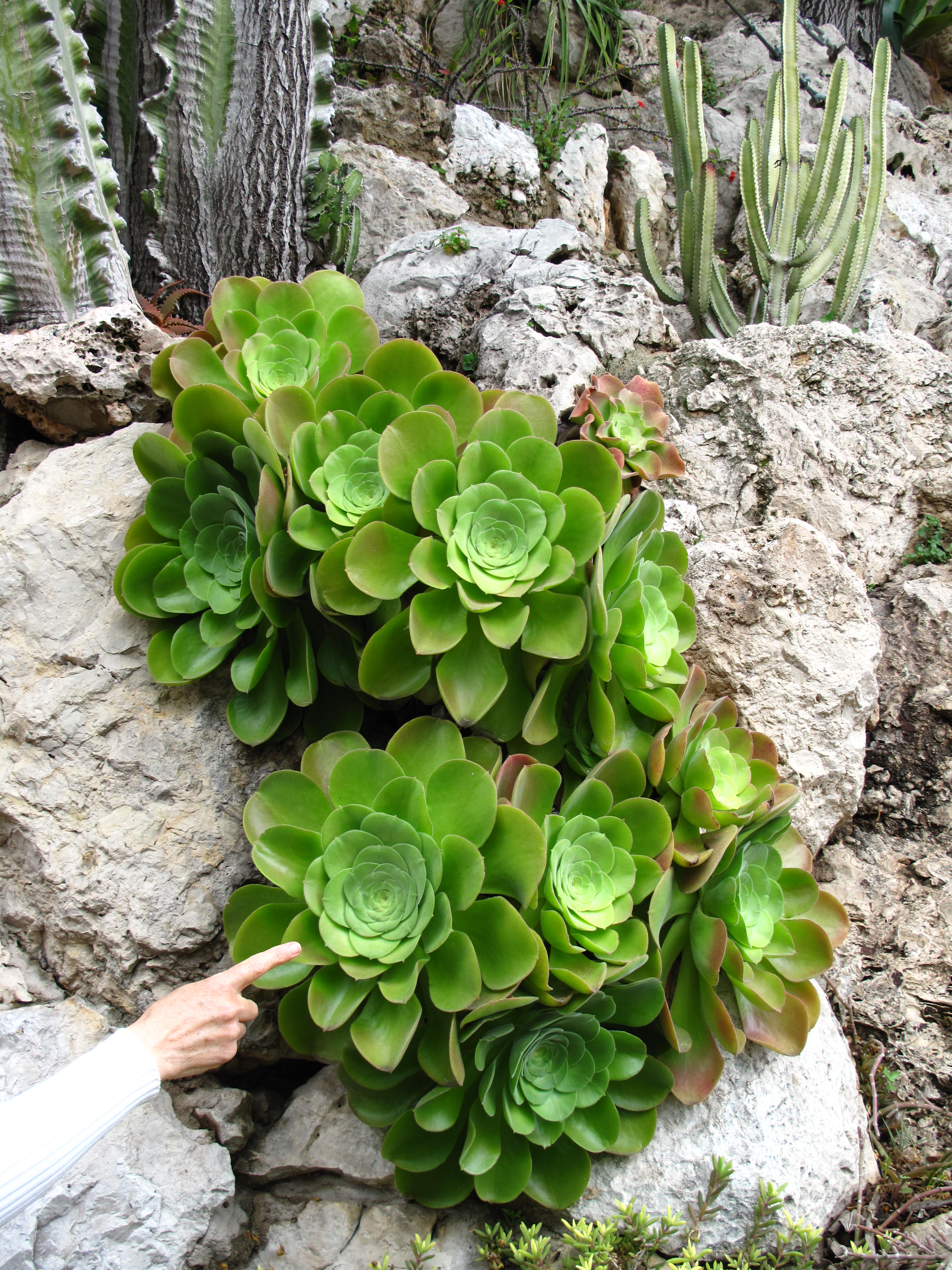
Еоніум канарський в Екзотичному ботанічному саду Монако

Еоніум канарський добре знаний як декоративна рослина. В країнах з теплим кліматом його вирощують у відкритому ґрунті, висаджуючи в контейнерах, кам'янистих садах, створюючи бордюри навколо газонів. В країнах з помірним кліматом цей вид вирощують в сухих оранжереях та кімнатах. Рослина краще почуває себе на підвіконнях південної орієнтації, потребує помірного поливу, повного освітлення (у спекотні дні — легкого затінення), прохолодної зимівлі (близько 10 °C). Ефектний садовий гібрид 'Alice Keck Park', як вважається, також належить до цього виду.

## Систематика
Вид вперше описав у 1753 році Карл Лінней під назвою Sempervivum canariense, в 1841 році його віднесли до роду Еоніум. У межах таксона вирізняють такі підвиди:
- Aeonium canariense var. canariense — родом з острову Тенерифе;
- Aeonium canariense var. christii (Burchard) Bañares — зростає на островах Ла-Пальма та Ієрро;
- Aeonium canariense var. latifolium (Burchard) Bañares — трапляється на острові Гомера;
- Aeonium canariense var. palmense (Webb ex Christ) H.Y.Liu;
- Aeonium canariense var. subplanum (Praeger) H.Y.Liu;
- Aeonium canariense var. virgineum (Webb ex Christ) H.Y.Liu — росте на острові Гран-Канарія.